# 日永村
日永村（ひなかむら）は三重県三重郡にあった村。現在の四日市市中心部の南、四日市あすなろう鉄道内部線の沿線から近鉄名古屋線・海山道駅周辺にかけての東西に長い地域の日永地区の区域にあたる。

## 地理
- 河川：天白川、鹿化川、雨池川

## 歴史
- 1889年（明治22年）4月1日 - 町村制の施行により、日永村・泊村および六呂見村の大部分の区域をもって発足する。
- 1941年（昭和16年）2月11日 - 四日市市に編入。四日市南部の日永地区になる。同日日永村廃止。

## 交通

### 鉄道路線
- 参宮急行電鉄（現・近畿日本鉄道）
  - 名古屋線
    - 海山道駅
- 三重鉄道
  - 三重鉄道線（現・四日市あすなろう鉄道八王子線）
    - 日永駅

  - 鈴鹿支線（現・四日市あすなろう鉄道内部線）
    - 日永駅 - 南日永駅 - 泊駅 - 追分駅

村域を鉄道省の関西本線が通過したが、駅は所在しなかった。現在は旧村域に南四日市駅が所在するが、当時は未開業。

### 道路
- 国道1号（現在も国道1号）